# Pawieł Gagarin
Paweł Pawłowicz Gagarin (ros. Павел Павлович Гагарин; ur. 15 marca 1789 w Moskwie, zm. 4 marca 1872 w Petersburgu) – książę, rosyjski działacz państwowy, magnat ziemski.
Od 1831 senator, od 1844 członek Rady Państwa. Od 1849 członek Tajnej komisji prowadzącej śledztwo przeciwko organizacji młodzieżowej utopistów socjalistycznych. Członek Tajnego, a następnie Głównego Komitetu zajmującego się sprawami chłopskimi (1857–1861). W pracach zajmował pozycje antyreformatorskie. Zgodnie z propozycją Gagarina Rada Państwa przyjęła zapisy o darowiźnie w ramach uwłaszczenia, które jeszcze bardziej uzależniały chłopa.
W l. 1864–1872 przewodniczący Komitetu Ministrów Imperium Rosyjskiego.